# Красний Кут (мис)
45°20′50″ пн. ш. 35°43′40″ сх. д. / 45.34722° пн. ш. 35.72778° сх. д.
Красний Кут (крим. Qızılqut) — один із північних мисів Керченського півострова, розташований на сході Криму, на території Керченського району. Мис вдається в Арабатську затоку Азовського моря. Знаходиться безпосередньо поблизу села Заводське (до 1948 — Червоний Кут).

## Географія
Мис Красний Кут має обривисту берегову лінію, характерну для північної частини Керченського півострова. Його береги піддаються абразії через постійний вплив морських хвиль.
- Розташований у північній частині Керченського району.
- Мис вдається у Арабатську затоку та є однією з північних точок Керченського півострова.

## Використання
На мисі розташований рибний промисел, який використовується для вилову риби в акваторії Азовського моря.

## Додаткові відомості
Мис Красний Кут є важливим географічним орієнтиром у північній частині Керченського півострова. Район навколо мису вирізняється природними пейзажами та багатством морських ресурсів.